# 戴铁郎
戴铁郎（1930年10月17日—2019年9月4日），广东省惠州市惠阳区人，生于新加坡，中华人民共和国画家，中国著名动画片艺术家和一级导演。现任国际动画协会会员、中国美术家协会会员、中国动画学会理事以及中央电视台动画部艺术顾问，享受国务院终身制待遇。

## 生平
戴铁郎1930年生于新加坡，1940年举家回到中国大陆，1953年毕业于北京电影学院。
1957年加入上海美术电影制片厂，至1993年，他曾在39部美术片中担任动画设计。
其代表作品有《黑猫警长》、《牧笛》、《小蝌蚪找妈妈》、《草原英雄小姐妹》、《九色鹿》、《森林、小鸟和我》、《小红脸和小蓝脸》、《母鸡搬家》、《骄傲的将军》、《我的朋友小海豚》等。其中《黑猫警长》获得中华人民共和国广电部1986～1987年度优秀影片奖，戴铁郎本人也被誉为“黑猫警长之父”。
北京时间2019年9月4日19点25分，戴铁郎因病去世，享年89岁。

## 《黑猫警长》侵权案
1987年6月，诸志祥将戴铁郎告上法庭，起诉戴铁郎侵犯他《黑猫警长》的版权及署名权。最终，法院裁定戴铁郎在出版《黑猫警长》连环画和期刊中存在过失行为。后经过法院调解，戴铁郎从文字稿酬中赔偿诸志祥2880元，诸志祥撤诉。